# 稲垣拓一
稲垣拓一 （いながき ひろかず、1968年4月22日 - ）は、埼玉県桶川市出身の空道家・実業家。

## 概要
大道塾空道総本部の空道家

## 戦歴
- 1996年：全日本北斗旗無差別級選手権準優勝
- 1998年：全日本北斗旗無差別級選手権準優勝
- 1999年：全日本北斗旗無差別級選手権優勝
- 2000年：全日本北斗旗無差別級選手権優勝
- 2001年：第1回世界大会超重量級準優勝

## GNセキュリティ
空道家を引退後、建設会社を退職。警備会社株式会社G・Nセキュリティを設立。
2013年、業務拡張のため、社名を株式会社G・Nプロジェクトに変更。